# Sarcogyne regularis
Sarcogyne regularis är en lavart som beskrevs av Gustav Wilhelm Körber. Sarcogyne regularis ingår i släktet Sarcogyne, och familjen Acarosporaceae. Arten är reproducerande i Sverige.

## Bildgalleri

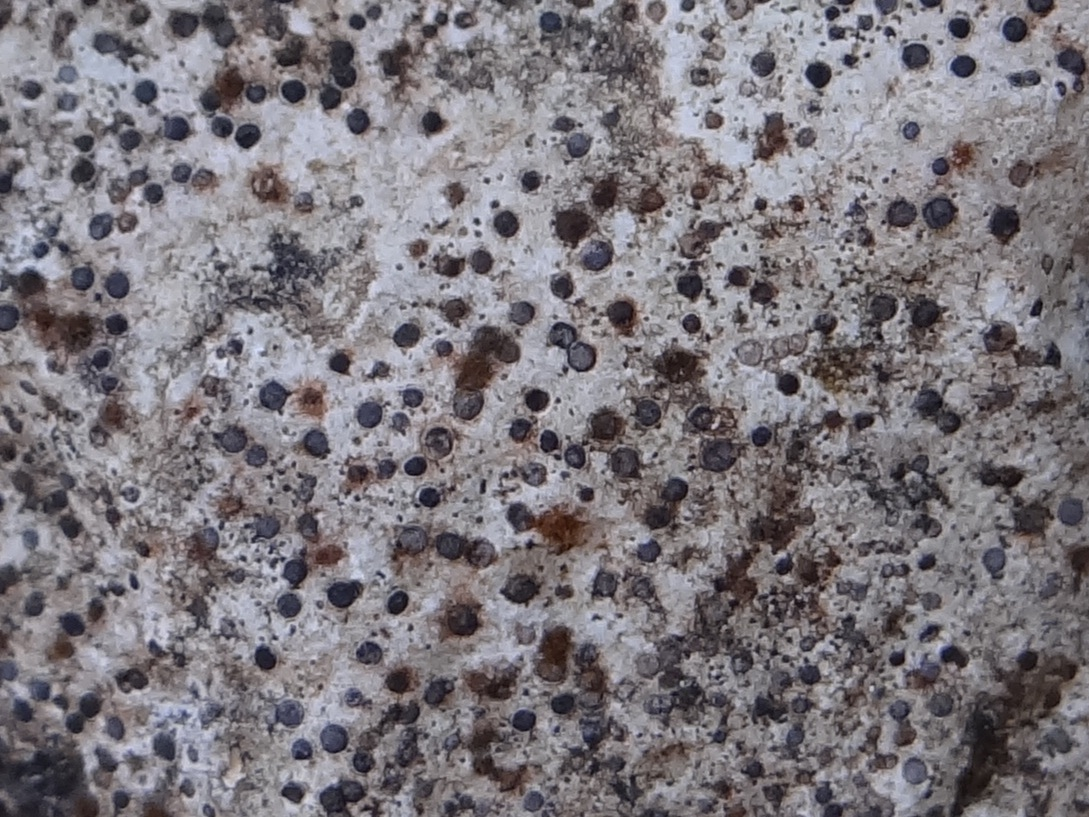
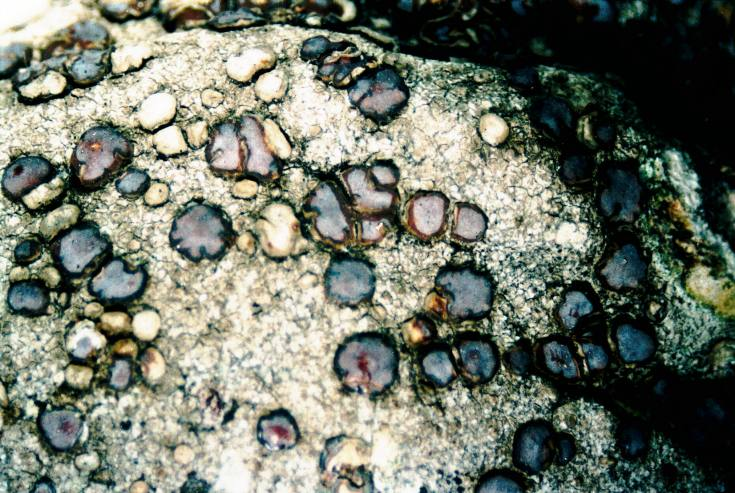
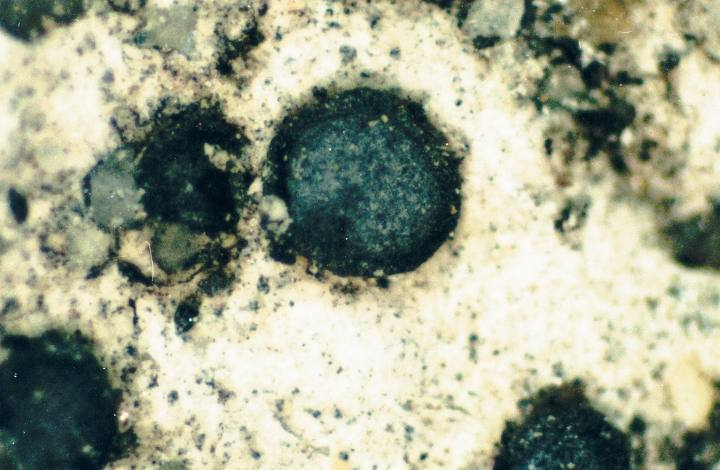
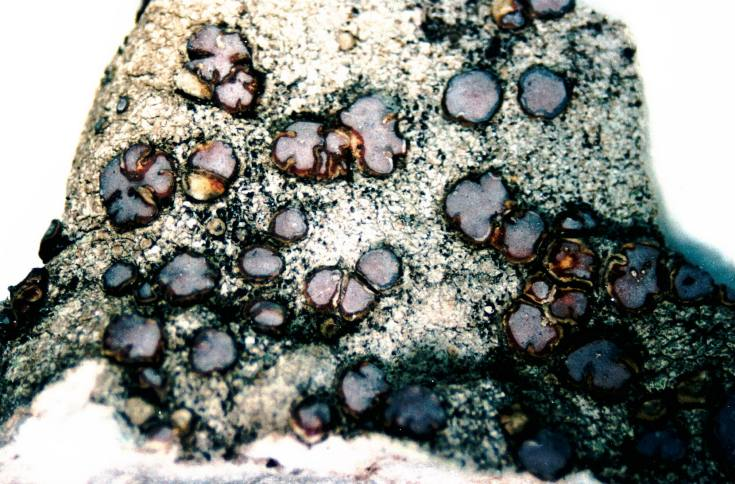
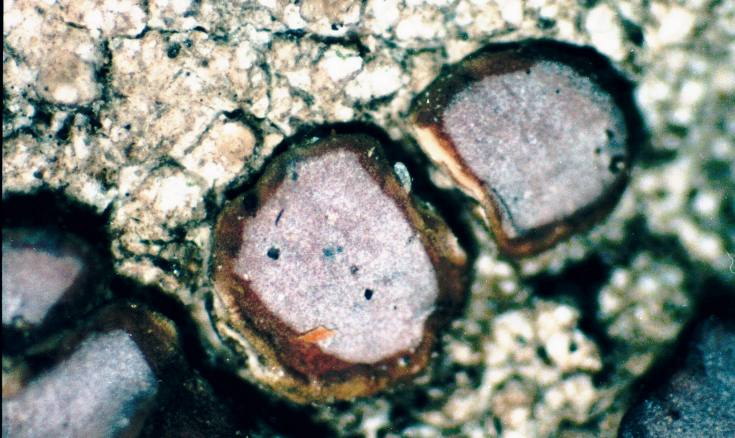
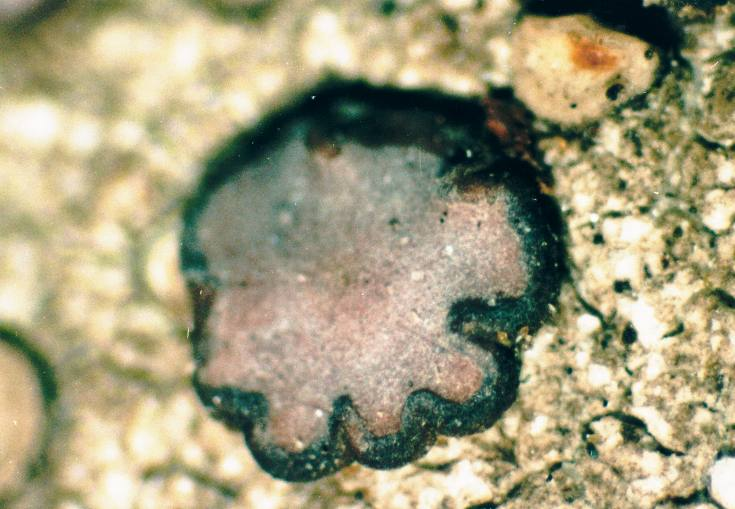
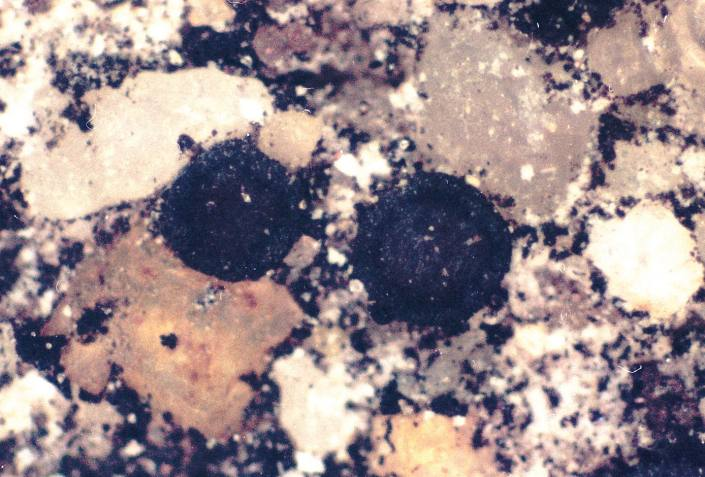
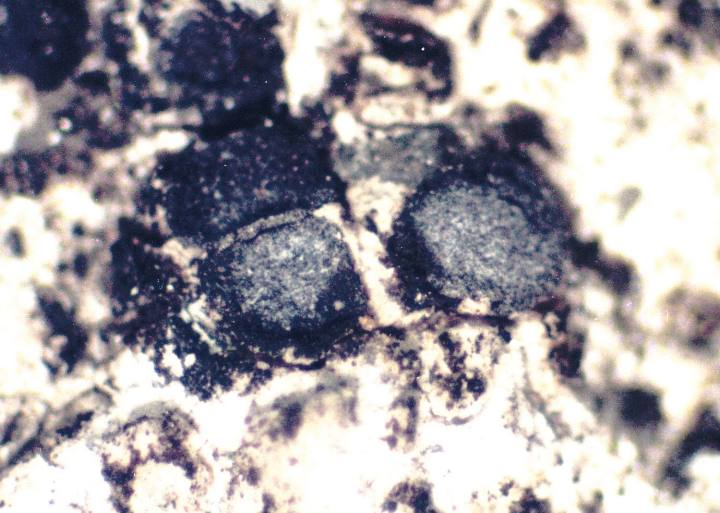
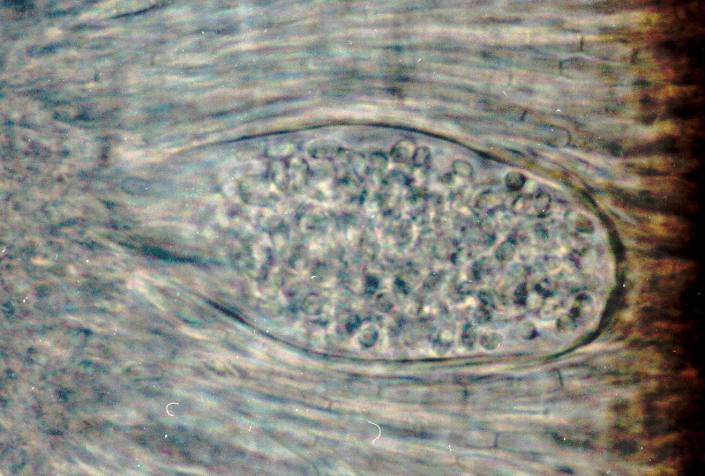
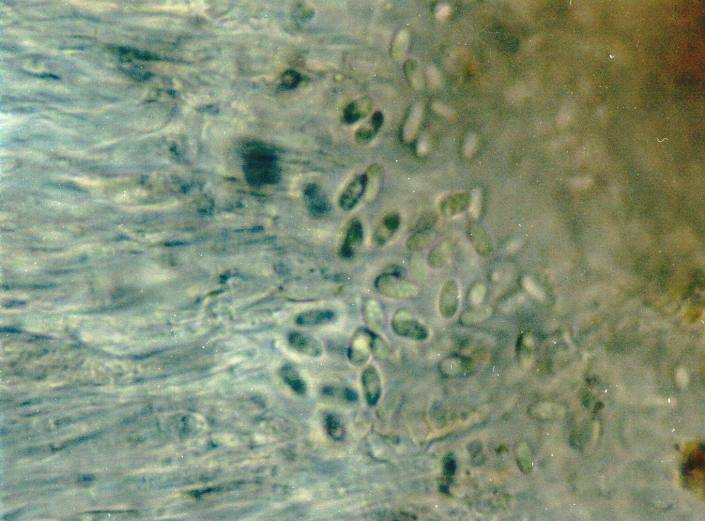
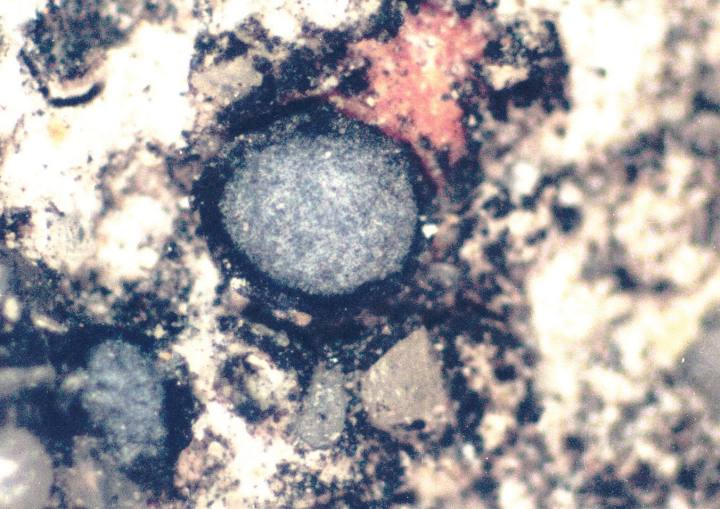
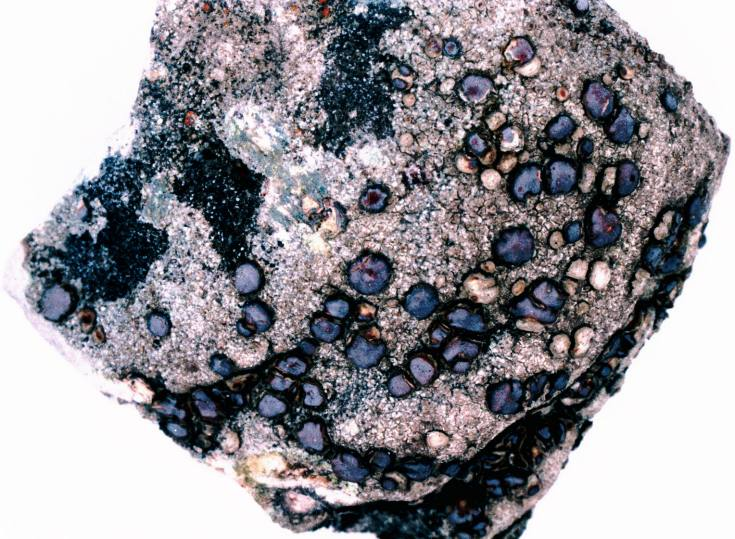